# Seznam ameriških igralcev (W)
Lyle Waggoner - Chuck Wagner - Jane Wagner - Julie Wagner - Lindsay Wagner - Natasha Gregson Wagner - Robert Wagner - Donnie Wahlberg - Becky Wahlstrom - David Wain - Loudon Wainwright III. - Tom Waits - Mark L. Walberg - Robert Walden - Janet Waldo - Christopher Walken - Clint Walker - Helen Walker - Jimmie Walker - Kim Walker - Nancy Walker - Paul Walker - Robert Hudson Walker - Robert Walker mlajši - Sydney Walker - Jean Wallace - James William Wallack - Deborah Walley - Camryn Walling - M. Emmet Walsh - J. T. Walsh - Kate Walsh - Matt Walsh - Ray Walston - Walter Emmanuel Jones - Jessica Walter - Lisa Ann Walter - Melora Walters - Zoe Wanamaker - Garrett Wang - Patrick Warburton - Burt Ward - Fannie Ward - Fred Ward - Larry Ward - Maitland Ward - Megan Ward - Sela Ward - Selwyn Ward - Herta Ware - Marlene Warfield - Julie Warner - Chris Warren mlajši - Kiersten Warren - Lesley Ann Warren - Sharon Warren - Ruth Warrick - Denzel Washington - John David Washington - Olivia Washington - Pauletta Washington - Kerry Washington - Vernon Washington - Ed Wasser - Gedde Watanabe - Sam Waterston - Midori (porno zvezda) - Barry Watson - Muse Watson - Damon Wayans - Kellie Waymire - David Wayne - John Wayne - Michael Weatherly - Shawn Weatherly - Frank Weatherwax - Rudd Weatherwax - Blayne Weaver - Dennis Weaver - Doodles Weaver - Fritz Weaver - Sigourney Weaver - Chloe Webb - Clifton Webb - Jack Webb - Diane Webber - Amy Weber - Ann Wedgeworth - Virginia Weidler - Teri Weigel - Scott Weinger - Michael T. Weiss - Johnny Weissmuller - Bruce Weitz - Michael Welch - Raquel Welch - Tahnee Welch - Tuesday Weld - Frank Welker - Peter Weller - Mel Welles - Orson Welles - Tom Welling - Claudia Wells - Dawn Wells - George Wendt - Alexandra Wentworth - Devon Werkheiser - Annie Wersching - Adam West - Mae West - Maura West - Carrie Westcott - James Westerfield - Jack Weston - Michael Weston - Frank Whaley - Justin Whalin - Wil Wheaton - Bert Wheeler - Lisa Whelchel - Forest Whitaker - Johnny Whitaker - David A.R. White - David White (igralec) - Alice White - Betty White - Bo White - De'voreaux White - Jesse White (igralec) - John Sylvester White - Karen Malina White - Mike White - Pearl White - Richard White (igralec) - Thelma White - Bradley Whitford - Napoleon Whiting - Mae Whitman - Stuart Whitman - James Whitmore - James Whitmore mlajši - Grace Lee Whitney - Jeff Whitty - Mary Wickes - Richard Widmark - Jane Wiedlin - Dianne Wiest - Larry Wilcox - Lisa Wilcox - Olivia Wilde - Cornel Wilde - Kathleen Wilhoite - Adrienne Wilkinson - Kimberly Williams - Fred Willard - William Finley (igralec) - Kathlyn Williams - Clarence Williams III. - Anson Williams - Barbara Williams - Barry Williams - Bill Williams (igralec) - Caroline Willams - Cindy Williams - Esther Williams - Gareth Williams (igralec) - JoBeth Williams - Kelli Williams - Kellie Shanygne Williams - Michelle Williams (igralec) - Michelle Williams (pevka) - Paul Williams (pevec) - Robin Williams - Stacey Williams - Steven Williams - Treat Williams - Tyler James Williams - Van Williams - Zelda Williams - Noble Willingham - Rumer Willis - Bruce Willis - Dave Willis - Bridgette Wilson - Demond Wilson - Lewis Wilson - Lois Wilson (igralka) - Luke Wilson - Mara Wilson - Owen Wilson - Patrick Wilson - Rita Wilson - Thomas F. Wilson - Camille Winbush - William Windom (igralec) - Debra Winger - Wally Wingert - Jason Wingreen - Henry Winkler - Mare Winningham - Marissa Jaret Winokur - Michael Winslow - Mary Elizabeth Winstead - Matt Winston - Edward Winter - Dean Winters - Gloria Winters - Shelley Winters - Ray Wise - Jane Withers - Reese Witherspoon - Alicia Witt - Holly Witt - Cherie Witter - Samuel Witwer - Scott Wolf - Jane Wolfe - Ignatius Wolfington - Louis Wolheim - Wallace Wolodarsky - Anna May Wong - B.D. Wong - Russell Wong - Ira David Wood IV. - Wood Harris - Cynthia Wood - Elijah Wood - Evan Rachel Wood - Matthew Wood - Natalie Wood - Nicole Wood - Alfre Woodard - Shailene Woodley - James Woods - Nan Woods - Joanne Woodward - Sheb Wooley - Monty Woolley - Robert Woolsey - Tom Wopat - Jo Anne Worley - Mary Woronov - Fay Wray - Amy Wright - Jeffrey Wright - Katie Wright - Max Wright - Sarah Wright - Steven Wright - Teresa Wright - Robin Wright Penn - Kari Wührer - Jane Wyatt - Noah Wyle - Jane Wyman - Victoria Wyndham - Keenan Wynn - Amanda Wyss - 